# Zoom (2015)
Zoom é um filme com produção Brasil-Canadá dirigido por Pedro Morelli. Uma co-produção da O2 Filmes com a produtora canadense Rhombus Media, que mistura Live-action com Animação. O filme se estreou no Festival Internacional de Cinema de Toronto em 2015.

## Sinopse
Emma (Alison Pill) é funcionária de uma fábrica de bonecas sensuais que sonha em ter seios maiores, iguais aos que vê no trabalho. Ela despeja todas as frustrações em seus desenhos em quadrinhos, que contam a história de um diretor de cinema, Edward (Gael García Bernal) que, sem Emma saber, existe e está no Rio de Janeiro dirigindo um filme sobre Michelle (Mariana Ximenes), uma modelo brasileira que, também para se livrar dos problemas pessoais, começa a escrever um livro sobre Emma.

## Elenco
- Gael García Bernal como Edward Deacon
- Alison Pill como Emma Boyles
- Mariana Ximenes como Michelle
- Tyler Labine como Bob
- Jason Priestley como Dale
- Don McKellar como Horowitz
- Jennifer Irwin como Marissa
- Claudia Ohana como Alice
- Michel Eklund como Cara do Bigode
- Clé Bennett como Carl
- Luisa Moraes como Vendedora
- Michelle Batista como Modelo
- Giselle Batista como Modelo

## Prêmios e indicações
| Ano  | Festival                                     | Categoria                 | Resultado | Ref   |
| ---- | -------------------------------------------- | ------------------------- | --------- | ----- |
| 2015 | Ithaca International Fantastic Film Festival | Melhor Filme              | Venceu    | [ 5 ] |
| 2016 | Canadian Screen Awards                       | Melhor Roteiro            | Indicado  | [ 6 ] |
| 2016 | Canadian Screen Awards                       | Melhores Efeitos Visuais  | Indicado  | [ 6 ] |
| 2016 | Directors Guild of Canada                    | Melhor Edição de Som      | Indicado  | [ 7 ] |
| 2016 | Directors Guild of Canada                    | Melhor Design de Produção | Indicado  | [ 7 ] |